# 朝鮮民主主義人民共和國最高裁判所
朝鮮民主主義人民共和國最高裁判所是朝鮮民主主義人民共和國的最高法院，也是朝鲜司法机构中的最高审判机关。最高裁判所对最高人民会议负责。法官由最高人民会议选举，所長及陪审员則由最高人民会议常务会员会选举，位于首都平壤。在1972年至2010年4月與2016年6月至2025年1月期間，最高裁判所曾名爲中央裁判所。
最高裁判所基本上是該國刑事、民事案件的最高上訴法院。不過，叛国罪等罪是以最高裁判所為原審法庭，在這種情況下，其判決為最终判決且不可置疑，亦即不得上訴，有人認為無法上訴影響了北韓的司法程序正义。
最高裁判所有三个法庭：刑法庭、民法庭和特别法庭。

## 角色
最高裁判所是朝鲜民主主义人民共和国的最高法院，是国家最高司法机关，裁判所位于平壤。它是1948年后该国司法系统的两大重要组成部分，另一个是最高检察所。
它不对行政或立法行为作合宪审查，也不保护宪法规定的个人权利。
其主要任务是监督所有下级裁判所，包括其审判和流程；也培训其法官。同时也负责任命和召回特别裁判所的法官。（即地方裁判所之外的，比如军事和铁路裁判所）。
最高裁判所对最高人民会议负责，在其休会期间对其常务委员会负责。
北韓在1948年建國伊始的最高法院名稱爲「朝鮮民主主義人民共和國最高裁判所」，後於1972年重命名为中央裁判所。2012年朝鮮民主主義人民共和國社會主義憲法恢复了最高裁判所的名字，而到了2016年，一次最高人民会议恢复中央裁判所的名字，在2025年朝鲜第十四届最高人民会议第十二次会议召開時，再次由「中央裁判所」更名爲「最高裁判所」。

## 組織
最高裁判所由一名所长，两名人民参审员（인민참심원）和若干法官（人数不详）组成，皆為選舉產生，任期五年。所長由最高人民會議選舉，並可由其召回。其餘法官及陪审员則由最高人民會議常任委員會選出。中央裁判所所长由最高人民会议（立法机构）任命。中央裁判所负责指导和监督下级司法机关，包括道裁判所（도재판소）、直辖市裁判所（직할시 재판소）、人民裁判所（인민재판소）和特别裁判所（军事裁判所군사재판소、铁道裁判所철도재판소）。道裁判所、直辖市裁判所、人民裁判所等下级司法机关的法官和人民参审员由道级人民代表大会（地方议会）任命，而特别裁判所的所长和人民参审员则由中央裁判所任命。一般法庭都由一名法官和两名人民参审员组成，但特别审判由三名法官进行。

### 所长
| 姓名   | 当选时间       | 参考         |
| ------ | -------------- | ------------ |
| 金克生 | 1948年9月9日   | [ 14 ]       |
| 赵松莫 | 1955年3月11日  | [ 14 ]       |
| 黄世焕 | 1956年3月13日  | [ 14 ]       |
| 金夏未 | 1957年9月21日  | [ 14 ]       |
| 許貞淑 | 1959年10月28日 | [ 14 ]       |
| 金克生 | 1960年11月24日 | [ 14 ]       |
| 金克生 | 1962年10月23日 | [ 14 ]       |
| 易国钦 | 1966年9月30日  | [ 14 ]       |
| 易永区 | 1967年12月16日 | [ 14 ]       |
| 方學世 | 1972年         | [ 15 ]       |
| N/A    | 1992年7月18日  | [ 來源請求 ] |
| 金炳律 | 1998年9月5日   | [ 16 ]       |
| 朴明哲 | 2014年4月8日   | [ 17 ]       |
| 姜润石 | 2016年6月29日  | [ 9 ] [ 18 ] |
| 车明南 | 2021年9月29日  | [ 來源請求 ] |
| 崔根英 | 2023年3月2日   | [ 19 ]       |

## 决策
最高裁判所有三个法庭：刑法庭、民法庭和特别法庭。
最高裁判所通常是国家对刑事民事案件的之最高上訴法院。但在比如叛国罪的情况下为原审法庭。当最高裁判所作为原审法庭时，其决定为最终且不可置疑，不得上訴。有人认为不能上诉这一点損害公正审判权。
最高裁判所参与对政治犯的审判，国家安全保卫部也可以以裁判所名义决定对政治犯的刑期。对于违反国家刑法的，最高裁判所可以推荐死刑。在最高裁判所的标准流程之外，国家也有随意地执行死刑的情况，折磨认罪也时有发生。
对外国人的审判总是直接在最高裁判所进行。尽管依据朝鲜民主主义人民共和国审判法，除了对“国家和人民”的犯罪外，审判应该首先在地方人民裁判所发生。将外国人带去最高裁判所审判的原因似乎是为了让审判尽快结束。著名的被审判的外国人包括：艾加仑·戈麦斯、李承恩、凌志美、裴埈皓等。
最高裁判所也依照党的政策对国有企业的合同纠纷、薪酬争议和工伤进行仲裁。
最高检察所可以监督最高裁判所的决定，如果其认为裁判所决定有误，则可以在裁判所全体会议（监察所所长也是其成员）前陈情。如果法官进行了“不公正的裁决”，则需要承担相应负责。

### 引用资料
- Arrigoni, Guy R. . Savada, Andrea Matles  (编).  Fourth. Washington: Federal Research Division of the Library of Congress. 1994: 212–274. ISBN 0-8444-0794-1.
- Cha, Victor D.; Hwang, Balbina Y. . Worden, Robert L.  (编).  (PDF) Fifth. Washington: Federal Research Division of the Library of Congress. 2008: 187–234  [2018-11-16]. ISBN 978-0-8444-1188-0. （原始内容存档于2016-04-11）.
- Do, Kyung-ok; Kim, Soon-am; Han, Dong-ho; Lee, Keum-soon; Hong, Min.  (PDF). Seoul: Korea Institute for National Unification. 2015. ISBN 978-89-8479-802-1. （原始内容 (PDF)存档于2018-02-20）.
- Do, Kyung-ok; Kim, Soon-am; Lee, Kyu-chang; Han, Dong-ho; Hong, Min; Lim, Ye-jun.  (PDF). Seoul: Korea Institute for National Unification. 2016. ISBN 978-89-8479-839-7. （原始内容 (PDF)存档于2017-07-31）.
- Kim, Pan-suk. . Savada, Andrea Matles  (编).  Fourth. Washington: Federal Research Division of the Library of Congress. 1994: 165–208. ISBN 0-8444-0794-1.
- Minnich, James M. . Worden, Robert L.  (编).  (PDF) Fifth. Washington: Federal Research Division of the Library of Congress. 2008: 237–281  [2018-11-16]. ISBN 978-0-8444-1188-0. （原始内容存档 (PDF)于2016-04-11）.
- Winn, Gregory F. T. . Bunge, Frederica M.  (编).  Third. Washington: American University, Foreign Area Studies. 1981: 207–293.
- Yonhap. . Seoul: M.E. Sharpe. 2002  [2018-11-16]. ISBN 978-0-7656-3523-5. （原始内容存档于2020-06-16）.